# Навчальний центр випробування авіаційної зброї ВМС США
Навчальний центр випробування авіаційної зброї ВМС США (англ. Naval Air Warfare Center Training Systems Division (NAWCTSD) — головний навчально-випробувальний центр ВМС США з моделювання, імітації та технологій застосування тренувальних систем. Центр забезпечує розробку тренувальних систем для широкого спектру військових програм, включаючи літаки, надводні кораблі, підводні човни та інші спеціалізовані вимоги.
NAWCTSD розташований в Орландо, штат Флорида, в дослідницькому парку Центральної Флориди, поруч з Університетом Центральної Флориди (UCF). Об'єкт є частиною більшої військової інсталяції в межах Дослідницького парку Центральної Флориди, відомої як Військово-морська підтримка Орландо (Naval Support Activity Orlando, NSA Orlando).

## Призначення
NAWCTSD є головним центром ВМС США з досліджень, розробок, випробувань і оцінки, закупівель, управління програмами життєвого циклу і підтримки всіх авіаційних, надводних і підводних навчальних систем, пристроїв і програм для ВМС США і всіх авіаційних навчальних систем для Корпусу морської піхоти США. Центр також забезпечує міжвідомчу координацію та підтримку навчальних систем для армії, Повітряних сил та Берегової охорони США, особливо у тих випадках, коли використовуються схожі платформи та системи (наприклад, CV-22B Osprey ПС США, MH-60T Jayhawk ВМС США тощо).
NAWCTSD залишається компонентом Командування повітряних систем ВМС, але продовжує виконувати специфічні завдання та проєкти і напрямки діяльності, які виходять за рамки військово-морської авіації і включають інші види діяльності ВМС, а також є партнером у співпраці з іншими видами Збройних сил США, Міністерства оборони та іншими організаціями, що не входять до складу Міністерства оборони.